# 青春の光と影 (ジョニ・ミッチェルのアルバム)
『青春の光と影』（Clouds）は、ジョニ・ミッチェルが1969年に発表した2枚目のアルバム。

## 概要
ロサンゼルスのA&Mスタジオでレコーディングは行われた。ミッチェルはデヴィッド・クロスビーからA&Mレコードのレコーディング・エンジニアだったヘンリー・レヴィーを紹介され、レヴィーを起用。以後彼はこのアルバムから90年代までミッチェルの作品に携わることとなった。「ティン・エンジェル」のみポール・A・ロスチャイルドがプロデューサーを務め、その他の曲はミッチェル自身がプロデュースし、かつほとんどの楽器を演奏した。録音に参加したミュージシャンはスティーヴン・スティルス（ギターとベース）のみである。「フィドルとドラム」はアカペラ。
収録曲はすべてミッチェルが作詞作曲した。1969年5月に発売され、ビルボードのアルバム・チャートの31位を記録した。カナダでは22位を記録した。
ジャケットはミッチェルの自画像。エド・スラッシャーがアート・ディレクションを務めた。
2022年7月17日、ミッチェルの公式YouTubeチャンネルは、『青春の光と影』アルバム全体を1本の動画として公開した。

## 収録曲
Side 1
1. ティン・エンジェル - Tin Angel - 4:09
2. チェルシーの朝 - Chelsea Morning - 2:35
3. 我を忘れて - I Don't Know Where I Stand - 3:13
4. ザット・ソング・アバウト・ザ・ミッドウェイ - That Song About the Midway - 4:38
5. ローゼズ・ブルー - Roses Blue - 3:52

Side 2
1. ギャラリー - The Gallery - 4:12
2. 私は判っている - I Think I Understand - 4:28
3. 年老いていく子供たちへ - Songs to Aging Children Come - 3:10
4. フィドルとドラム - The Fiddle and the Drum - 2:50
5. 青春の光と影 - Both Sides, Now - 4:32